# Radical 91
Le radical 91, qui signifie "tranche", est un des 35 des 214 radicaux chinois répertoriés dans le dictionnaire de Kangxi composés de quatre traits.
Le caractère Unicode de 片 est 7247.

## Caractères avec le radical 91

caractère petit sceau Shuowen
caractère Liushutong

| nombre de traits          | caractères     |
| ------------------------- | -------------- |
| Sans trait supplémentaire | 片             |
| 4 traits supplémentaires  | 版             |
| 5 traits supplémentaires  | 牉 牊          |
| 8 traits supplémentaires  | 牋 牌 牍       |
| 9 traits supplémentaires  | 牎 牏 牐 牑 牒 |
| 10 traits supplémentaires | 牓 牔          |
| 11 traits supplémentaires | 牕 牖 牗       |
| 15 traits supplémentaires | 牘             |